# چیتگونگ-۳
چیتگونگ-۳ (به لاتین: Chittagong-3) یک منطقهٔ مسکونی در بنگلادش است که در ناحیه چیتاگونگ واقع شده‌است.